# Chiesa del Santissimo Crocifisso (Alcamo)
La chiesa del Santissimo Crocifisso (chiamata anche impropriamente chiesa di san Francesco di Paola, a cui invece sono dedicati la parrocchia e il convento attiguo, o "chiesa del Santo Padre") è una chiesa cattolica che si trova ad Alcamo, in provincia di Trapani.
Vi ha sede la confraternita del Santissimo Crocifisso, che nel 1565 ottenne dal conte di Modica il beneficio della "Fiera Franca" di 15 giorni per la festa del 3 maggio.
Annesso alla chiesa si trovava il convento di san Francesco di Paola.

## Fondazione
Fu fondata nel 1550 nel nome del Santissimo Crocifisso dal nobile Pietro Tabone, nonno materno del poeta Sebastiano Bagolino (1562-1604). seppellito in questa Chiesa. 
Nel 1542 il Tabone (a seguito di una sua richiesta) ebbe dal comune di Alcamo un pezzo di terreno allo scopo di costruirvi una Cappella in onore del Santissimo Crocifisso, allora patrono della Città.

## Storia
La cappelletta fu approvata dal Vescovo della diocesi di Mazara del Vallo solo 2 anni dopo la sua costruzione, avvenuta nel 1550; il Tabone aveva il diritto di allargare, demolire e ricostruirla, di poter nominare il Rettore e di fondare la Confraternita del Santissimo Crocifisso.
Nel 1575 ci fu una terribile peste: ad Alcamo la popolazione, allora di circa 7 700 abitanti, fu dimezzata secondo lo storico alcamese Ignazio De Blasi e molte persone furono seppellite nel cimitero di Sant'Ippolito, nella periferia ovest della città.
Essendo i vecchi ospedali di San Vito e Santo Spirito insufficienti per ospitare tanti appestati, fu allestito un nuovo ospedale nella stessa via della cappella.
A causa delle difficoltà economiche che non consentivano il completamento della chiesa, gli Amministratori della Confraternita, decisero di assegnare nel 1596 la Chiesa all’Ordine dei Frati Minimi di San Francesco di Paola.
Nel 1608 i Padri Minimi accettarono la donazione e costruirono il vicino Convento, che mantennero fino al 1866; dal 1870 fu la sede del Regio Ginnasio e, dopo il 1870, l’Ospedale Civico. 

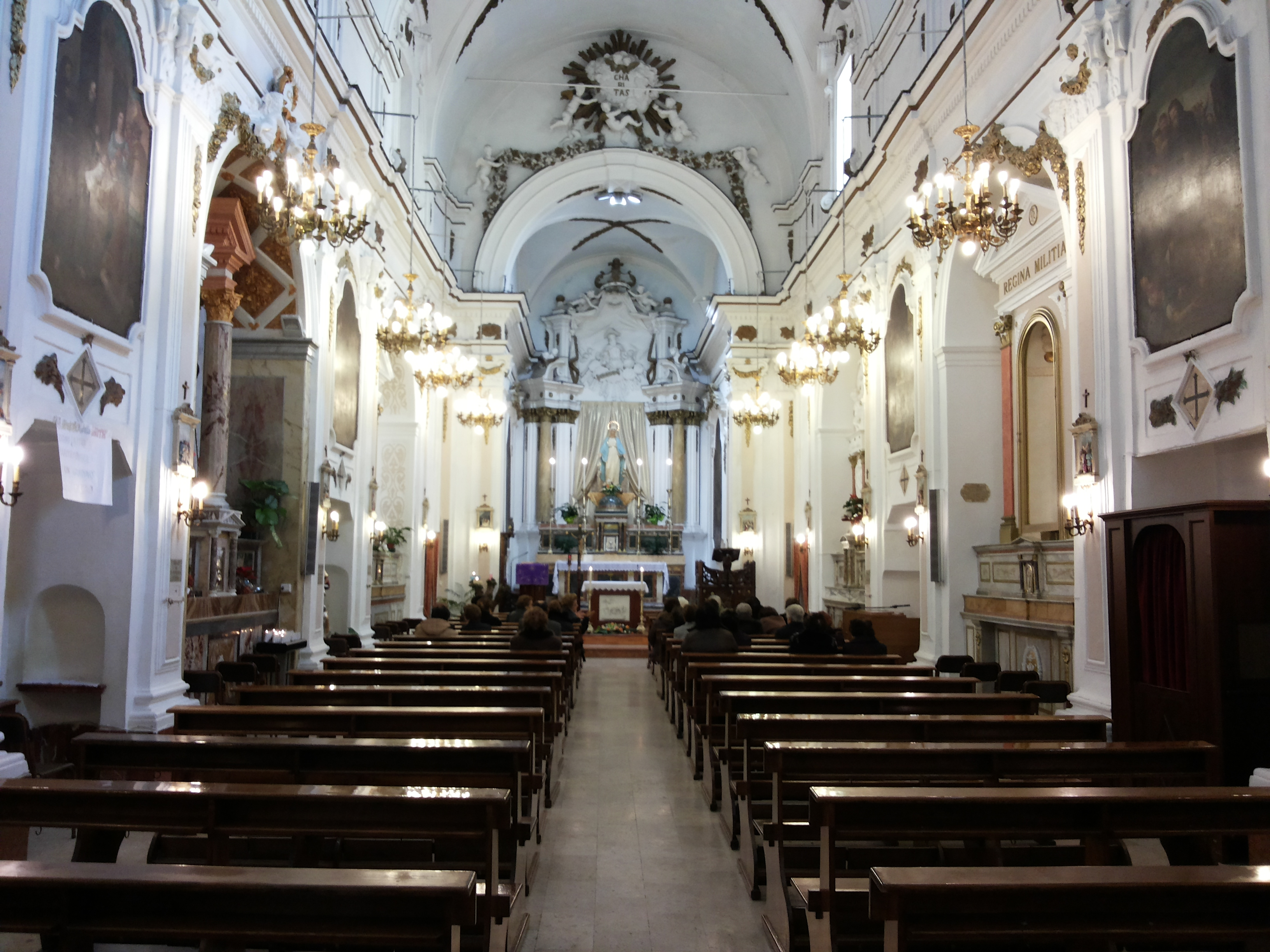
Interno della chiesa

I Padri Minimi si distinsero per la loro attività religiosa, ma anche per l'attività sociale svolta nel rione; nel 1780 quarantacinque sacerdoti di Alcamo firmarono una richiesta al Re Ferdinando III, affinché non sopprimesse il Convento così come era capitato qualche anno prima ad altri ordini religiosi.
Il Convento non venne chiuso, ma dopo l'Unità d'Italia, Vittorio Emanuele II, Re d'Italia, soppresse tutti gli ordini religiosi e furono sequestrati i loro immobili.
Il 15 maggio del 1870 il Comune assegnò il convento agli Amministratori dell’Ospedale S. Vito e S. Spirito.
Infine nel 1926 la chiesa venne elevata a parrocchia, intitolata a San Francesco di Paola.

## Opere

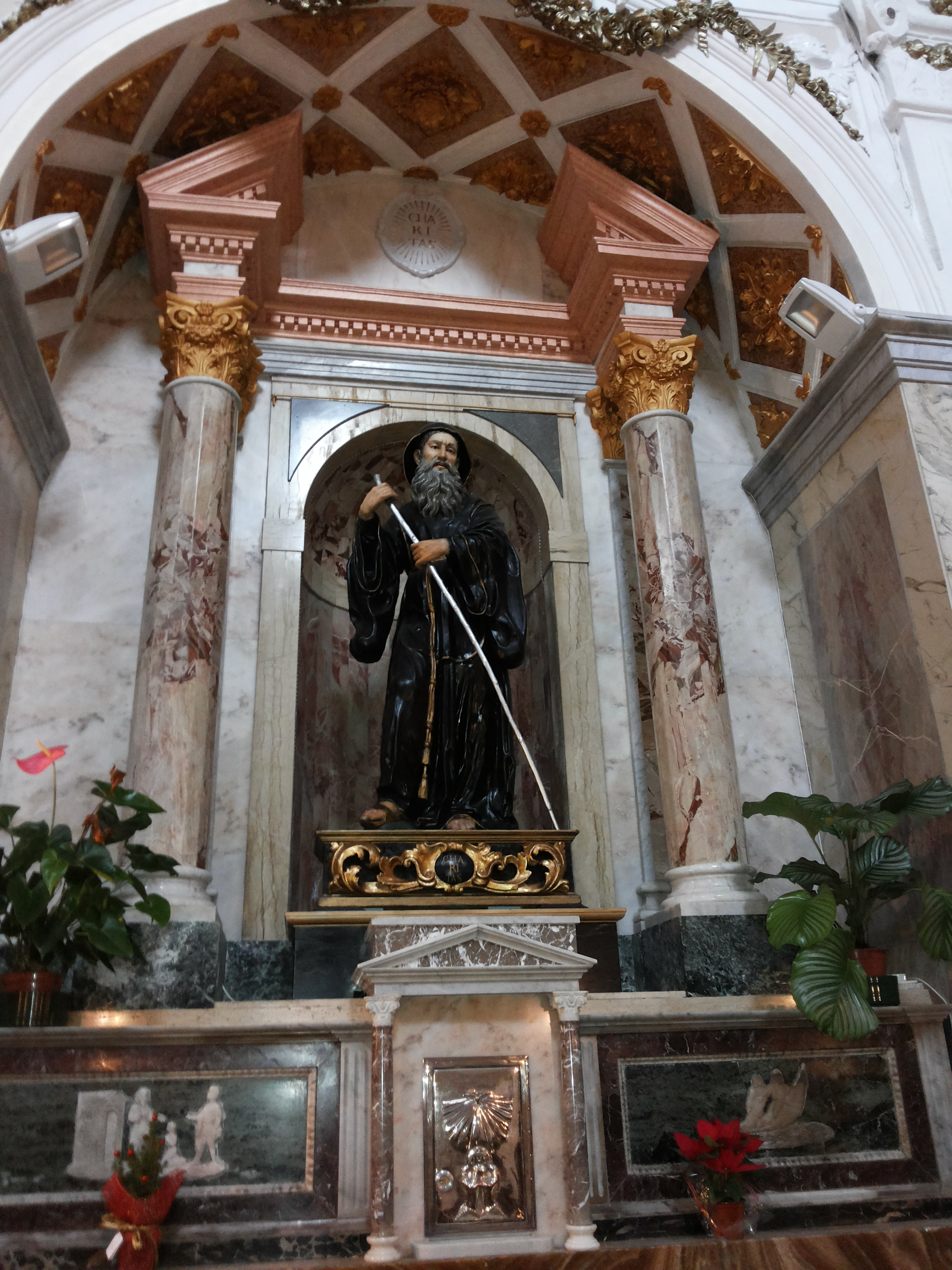
Altare di san Francesco di Paola

La facciata esterna, datata 1695, ha una forma convessa, tipica caratteristica dello stile rococò.
La Chiesa è a navata unica, con cinque altari; nel 1750 fu abbellita dagli stucchi di Nicolò Curti; al suo interno si trovano diverse opere:
Sull'altare maggiore: 
- Crocifisso, scultura lignea del XIX secolo, opera del trapanese Francesco Marino

Sul lato sinistro:
- Santissima Trinità (d’ignoto autore), con i due santi Cosma e Damiano, Santa Rosalia e San Francesco di Sales (1750),
- la Madonna di Fátima, recente scultura lignea
- San Biagio, opera del '700, d'ignoto autore: proveniente dalla ex Chiesa dell'Annunziata (Alcamo)
- Sacro Cuore di Gesù, statua lignea, collocata nel 1921

Sul lato destro:
- Madonna dei Miracoli, con San Francesco di Paola e San Francesco di Sales (1750), quadro d’ignoto;
- San Francesco di Paola, scultura lignea forse di Filippo Quattrocchi di Gangi (secolo XVIII)
- Sant'Anna, scultura lignea (fine ottocento): ha sostituito un dipinto del 1618 (andato distrutto) realizzato da Giuseppe Carrera
- Statua dell'Immacolata in gesso, recente.
- San Vito, statua lignea del 1848
- acquasantiera scolpita nel 1606 da Giuseppe Foti: all'entrata.

Sulle pareti della navata ci sono quattro antiche tele di ignoto autore e con cornici di stucco, con alcuni episodi della vita di San Francesco di Paola:
- il prodigio avvenuto durante la costruzione del convento di Paternò Calabro (provincia di Cosenza) nel 1454: due operai morti a causa di una frana furono resuscitati dal Santo (primo sulla destra).[3]
- il prodigioso miracolo dei pesci da parte di San Francesco di Paola (nel secondo dipinto a destra)
- una nobile famiglia presenta al Santo un neonato senza occhi e senza bocca; San Francesco opera anche qui un miracolo straordinario (nel primo quadro sulla parete sinistra).
- il miracolo della conversione del Re di Napoli (secondo dipinto a sinistra).
- l’istituzione della Pasqua ebraica (libro dell'Esodo), sulla parete destra della cappella del Santissimo Sacramento;
- il banchetto offerto da Lot a due Angeli, (Libro della Genesi), dipinto sulla parete sinistra della stessa cappella

In sacrestia:
- Crocifisso in mistura, opera di Giovanni Matinati del 1549
- Santa Lucia, statua settecentesca di autore ignoto;
- Sant'Espedito, statua recente
- Madonna della Pietà, tela di autore incerto del XVIII secolo
- Santa Caterina da Siena, tela di autore incerto del XVIII secolo
- San Michele Arcangelo, statua del XVIII secolo
- San Francesco di Paola, mezzobusto del XVIII secolo;